# Свеса
Свесá (Свіса) — селище, адміністративний центр Свеської селищної громади Шосткинського району Сумської області України, розташоване над річкою Свісою (притока Івотки, басейн Дніпра). Населення в 1970 і 2001 роках становила 7800 мешканців. У Свесі знаходяться насосний завод, який випускає складну хімічну апаратуру, єдине в Україні підприємство дубильних екстрактів (від 1990-х років не функціонує).

## Географія

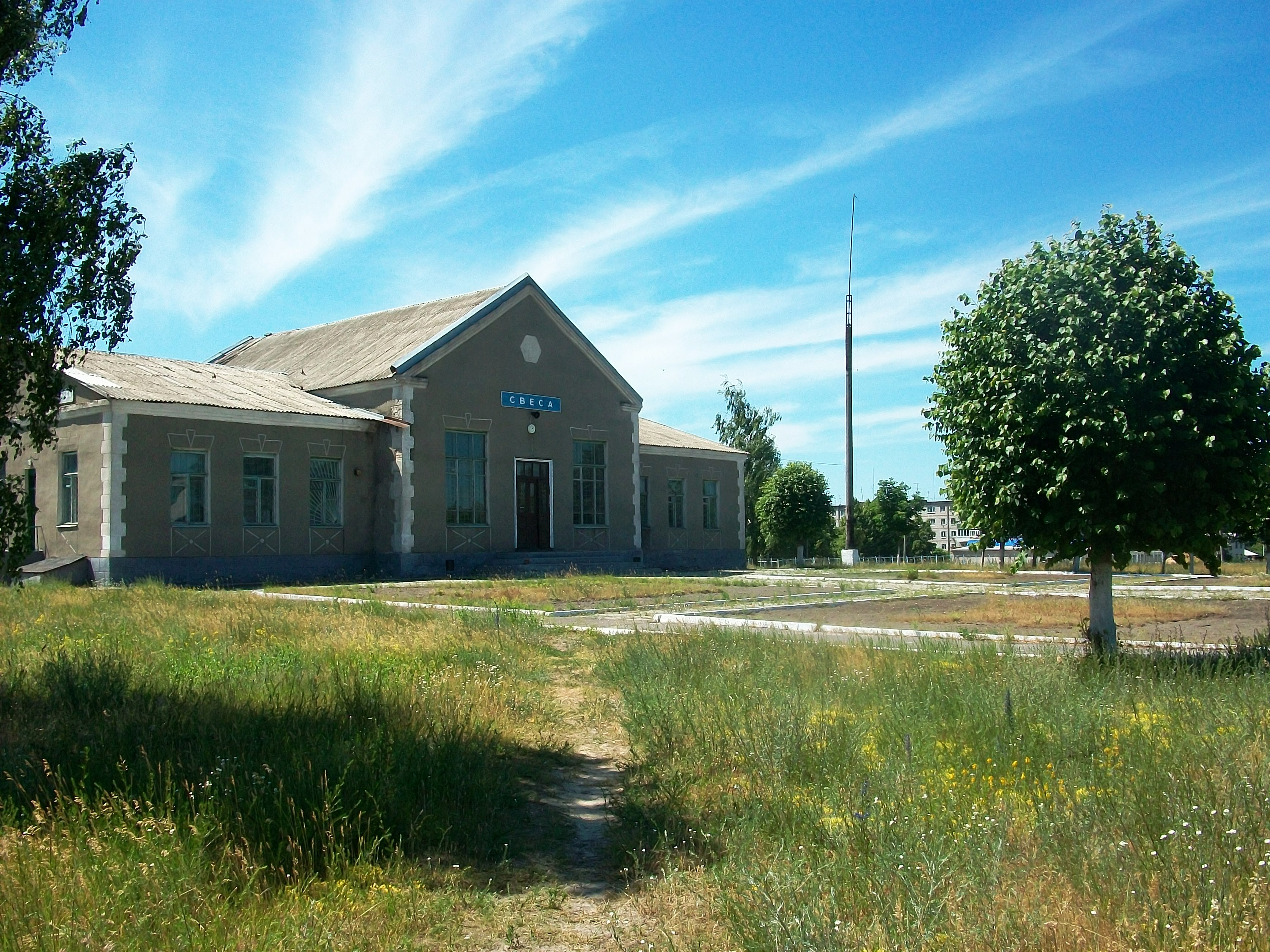
Залізничний вокзал, станція Свеса

Селище міського типу Свеса знаходиться на березі річки Свіса. Висота над рівнем моря 159 м. На відстані 1 км розташовані села Орлівка і Шевченкове. До селища примикає великий лісовий масив — урочище Криві Річки (береза, сосна). На південному сході знаходиться заказник місцевого значення Синя Криниця.
Через Свесу проходить залізниця гілки Хутір-Михайлівський — Есмань. У селищі є залізнична станція Свеса.
За 20 км від селища проходить автомагістраль Київ — Москва М02 (E101), а за 12 км — автодорога Середина-Буда — Береза Т 1915.

## Назва
Цікаве звукосполучення в назві селища має кілька версій. Одна з них походить від слова «свес», що означає невелике поселення, жителі якого називалися відповідно «весянами». За іншою версією назва «Звиса, Свиса» пов'язана з місцем розташування поселення. Воно розташоване на крутому правому березі річки, яка того часу впритул протікала під вапняним стрімким берегом, тому поселення ніби «звисало» над річкою та болотистою місцевістю, що й започаткувало назву поселення «Свиса» з наступною редакцією в назву «Свеса».

## Історія

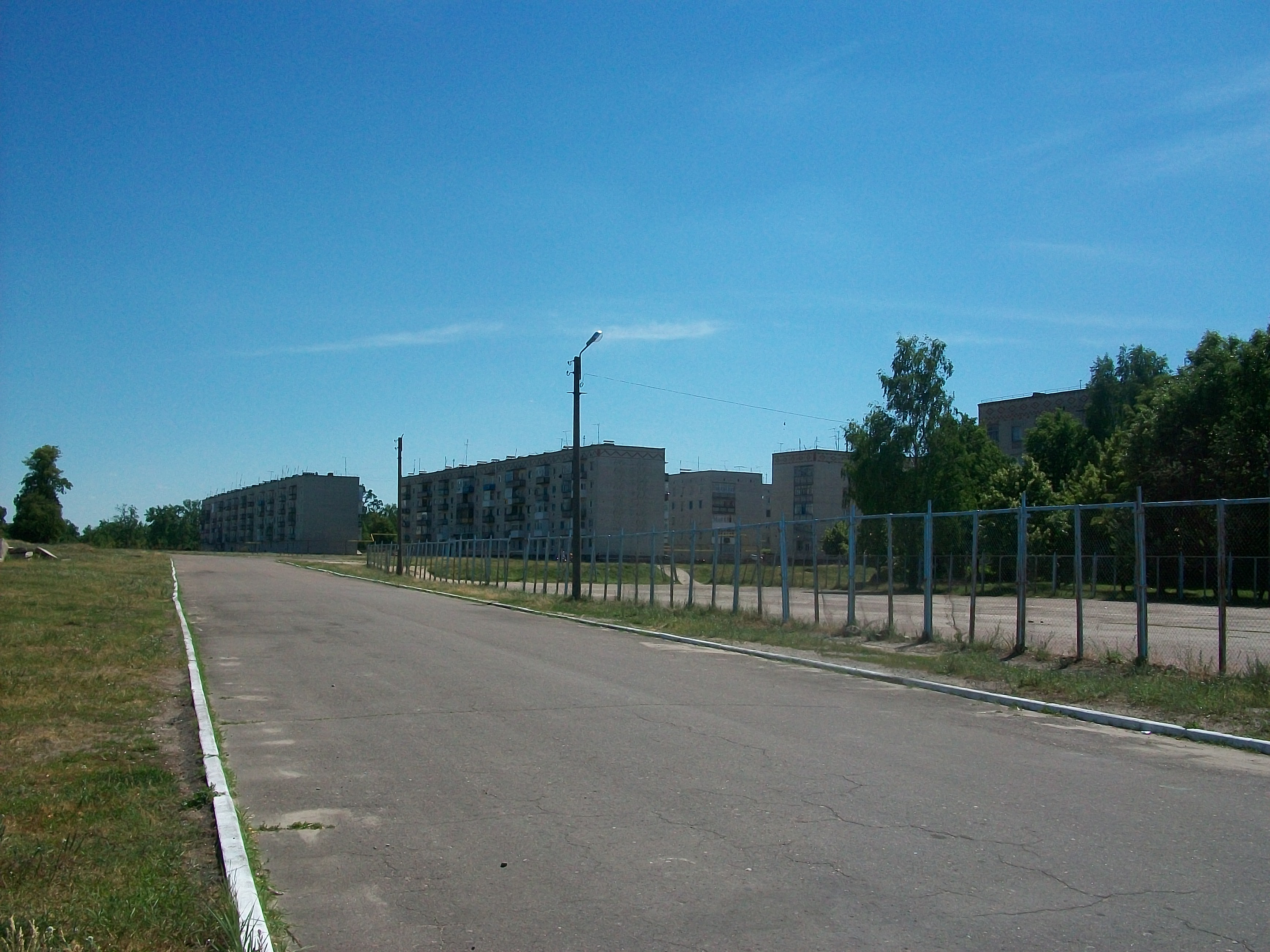
Міська забудова

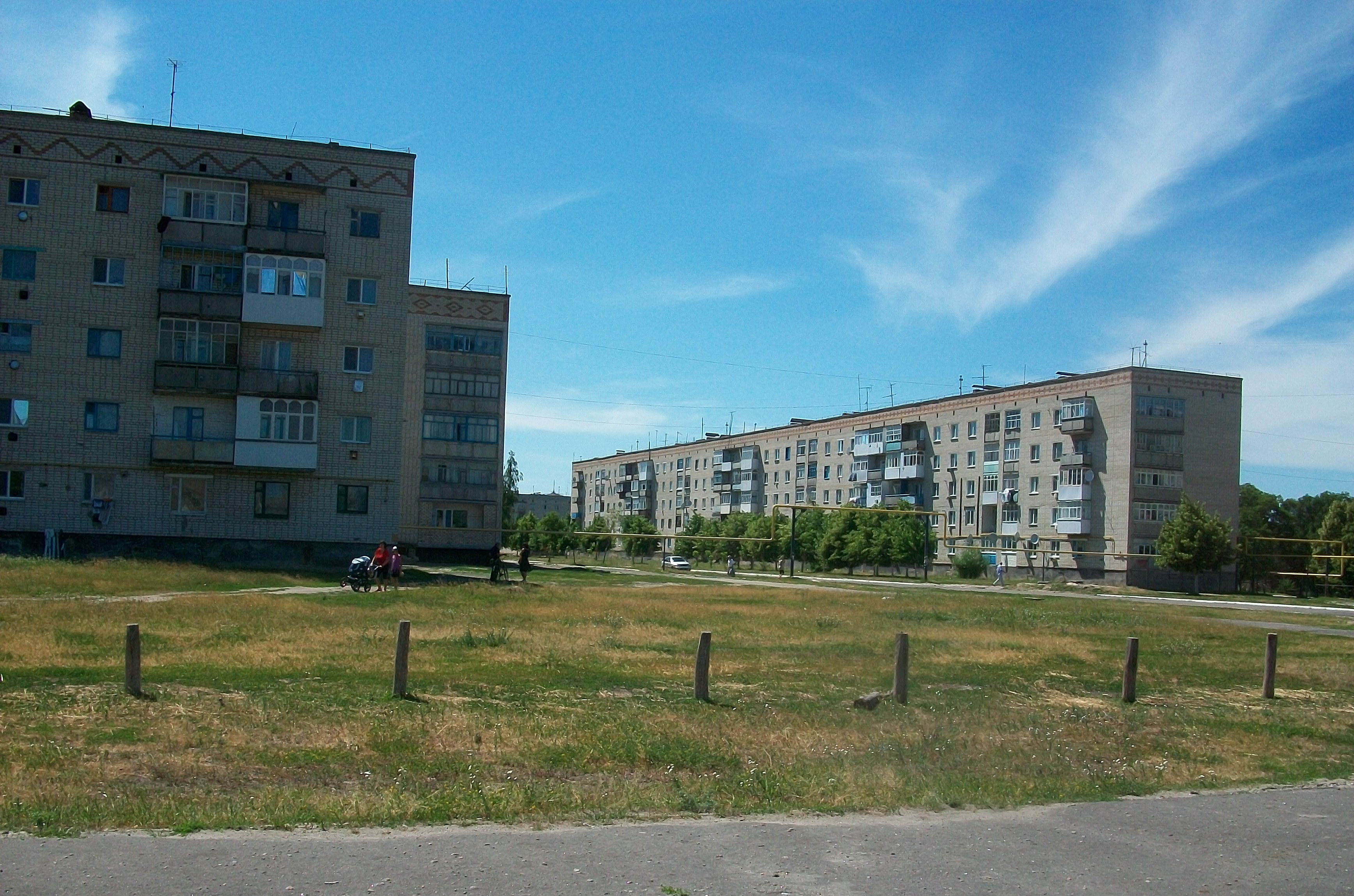

З середини XVII століття бере свій початок селище Свеса, яке виникло як сторожова вежа на випадок наступу Польщі на Московські землі. Найвірогіднішою датою заснування Свеси є 1650 рік. Перша згадка про поселення датується другою половиною XVII століття, коли гетьман Самойлович подарував його своєму зятеві Юрію Четвертинському.
Завдяки вигідному розташуванню, природному багатству лісового краю цей хутір перетворився на військово-стратегічну, тилову сировинну базу, практично недоступну для Польщі. Тут вироблялось деревне вугілля для мідного литва, дьоготь для побутових потреб, поташ для миловаріння та інші.
Після ліквідації полкового устрою на Лівобережній Україні в 1782 році хутір Свеса у складі Глухівського повіту ввійшов до Новгород-Сіверського намісництва, у 1796 році — до Малоросійської, а в 1802 році — до Чернігівської губернії.
Наприкінці XVIII ст. Скоропадський, а потім Неплюєв, до якого перейшов хутір, остаточно закріпачили селян.
З 1765 року Свеса перебуває у володінні поміщиків Неплюєвих. Крім винокурні, М. М. Неплюєву належали цукровий завод та завод із виробництва вина, побудований у 1853 р. У 1858 р. відкрито ливарно-механічний завод.
Після проведення реформи селяни, хоч і стали особисто вільними, економічне становище їх не поліпшилося. Наявність вільних робочих рук після скасування кріпацтва і введення в дію залізниці Конотоп — Брянськ сприяли розширенню діючих підприємств і перетворенню Свеси на досить велике робітниче селище. Наприкінці XIX ст. колишній хутір уже називали слободою. У 1897 році тут проживало 865 чоловік. Крім того, сюди на заробітки прибували селяни з навколишніх сіл і навіть із сусідніх губерній.
Голодомор 1932–1933 рр. зачепив і свесян. Люди варили борщ із різних трав, пекли оладки з конюшини, збирали пташині яйця, гнилу картоплю. Хліб пекли з картопляного лушпиння, куди додавали липові бруньки.
1938 року населеному пункту присвоєно статус селище міського типу.

## Сьогодення
У 2000 році до населеного пункту надійшло блакитне паливо.

#### Російське вторгнення в Україну (з 2022)
15 квітня 2023 року російський агресор здійснив авіаудар по околиці селища.  Унаслідок удару було пошкоджено приміщення комунальної установи, два адмінприміщення, двоє людей дістали тілесних ушкоджень. 
22 серпня 2024 року дві російські авіабомби влучили по околицях Свеси, ще одна - у житловий сектор. Через це 38-річна жителька, яка знаходилася у себе на подвір'ї, отримала тяжкі поранення,. Швидка доставила її до лікарні, наразі відомо, що жінка вже прийшла до тями. 
Також унаслідок ударів пошкоджено близько 10-ти житлових будинків. Є оселі із незначними руйнуваннями. Про це розповіла Дарʼя Даріко, в.о. голови Свеської громади.
25 серпня 2024 року близько 15:00 год, застосовуючи заборонені міжнародним правом методи ведення війни, ворог скинув керовані авіаційні бомби на житловий квартал у селищі. Унаслідок атаки окупантів один засіб ураження потрапив у дерево, яке впало на мотоцикл. Водій та його 37-річна пасажирка загинули. Інша бомба впала на п'ятиповерховий будинок, поранено двох мешканців. Прокурори у взаємодії з іншими правоохоронцями документують наслідки обстрілів. Надалі матеріали кримінального провадження будуть передані до Управління Служби безпеки України в Сумській області, повідомили в обласній прокуратурі.
26 серпня 2024 року російські загарбники продовжували обстрілювати прикордонні території Сумської області. Зокрема в селищі було зафіксовано 2 обстріли: 13 вибухів, ймовірно КАБ. В результаті обстрілу травмовано цивільну особу, пошкоджено 2 багатоквартирні житлові будинки та 1 приватний будинок.
04 січня 2025 року близько 15 години російська армія завдала авіаційного удару по селищу Свеса, керована авіаційна бомба влучила у п’ятиповерховий житловий будинок. В результаті атаки, у п’ятиповерховому житловому будинку зруйновано 15 квартир, зруйновано 1 приватний житловий будинок, також було пошкоджено 4 п'ятиповерхових житлових будинків та 7 приватних житлових будинків, поранення отримали десять людей, з них двоє дітей.

## Населення

### Чисельність населення
| 1926 | 1959 | 1970 | 1979 | 1989 | 2001 | 2010 | 2016 | 2022 |
| ---- | ---- | ---- | ---- | ---- | ---- | ---- | ---- | ---- |
| 1265 | 5682 | 7216 | 8706 | 8890 | 7645 | 7139 | 6665 | 6186 |
|      | ▲    | ▲    | ▲    | ▲    | ▼    | ▼    | ▼    | ▼    |

### Розподіл населення за рідною мовою(2001)
| українська мова | російська |
| --------------- | --------- |
| 82,96 %         | 16,65 %   |

## Пам'ятки природи

### Синя криниця

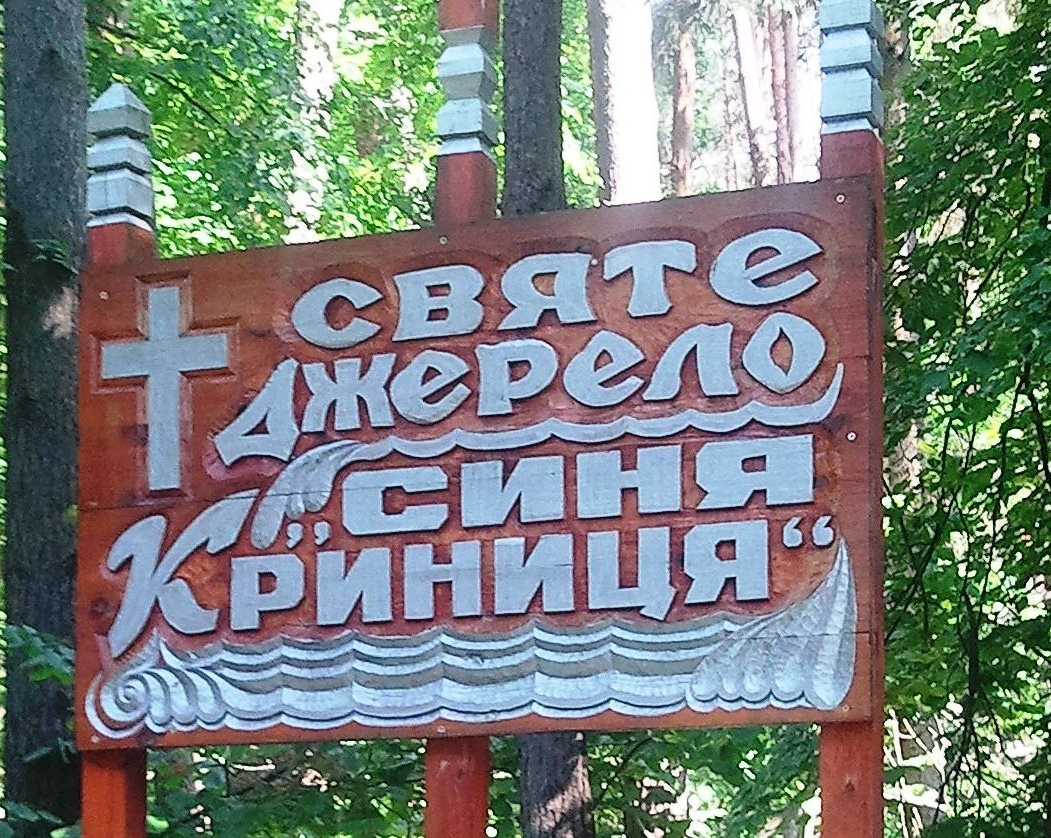
Синя криниця

На околиці селища знаходиться урочище Синя криниця. Синій-синій колір живлющої джерельної води і дав назву цій дивовижній криниці. До речі, ніхто з жителів ані Свеси, ані навколишніх населених пунктів не може достеменно сказати, коли ж саме в урочищі з’явилася криниця, яку нарекли Синьою. Знають лише, що їй сотні літ і що вода тут не замерзає навіть у найлютіші морози. До неї приїздять молодята, аби зачерпнути джерельної води на майбутнє щастя, зупиняються подорожні для перепочинку, приходять місцеві жителі і численні гості просто помилуватися, набрати додому цілющої води. 
Диво природи оспівано легендами. Одна — про розбійника Кудояра, який нібито жив у тутешніх заростях. Відбирав він у багатіїв награбоване у простого люду майно і роздавав біднякам. Коли ж надто вже дошкулив багатіям, послали на нього озброєне військо. Ворогам вдалося виявити таємну стежину до його сховку. Побачив Кудояр, що не втекти йому, розповідає легенда, підняв над головою скарби, які ще не встиг роздати людям, і щосили жбурнув їх. Ото й вдарили на тому місці могутні сині джерела... Дехто й досі видивляється, чи то не коштовності виблискують на дні криниці...
Ще й таку легенду розповідають люди про Синю криницю. Нібито в глибоку старовину в ніч на Івана Купала на плесі Синьої криниці сплив човен, у якому надзвичайна красуня співала пісню про щастя. Послухав її спів пастух, якого вода Синьої криниці зробила сильним і красивим, кинувся до берега і хотів підтягнути човна до себе, але чиясь невідома сила затягнула їх обох на дно. Кажуть: то колір золотого волосся красуні до цього часу віддзеркалюється у воді.

## Відомі особистості
В селищі народилися: 
- Анікушин Євген Миколайович (22 вересня 1982 — 4 червня 2023) — український військовик, учасник російсько-української війни[7].
- Бабич Валерій Петрович (нар. 1938) — український інженер-економіст, машинобудівник, доктор економічних наук, професор.
- Бабич Володимир Петрович (нар. 1934) — доктор економічних наук, професор, академік Української академії інформатики.
- Демич Василь Федорович (1858—1930) — український дерматолог, венеролог, військовий лікар Імператорської армії Романових.
- Заєць Сергій — український військовик, учасник російсько-української війни[8].
- Тьомкін Наум Юхимович (1928—2006) — український металург.
- Шевченко Дмитро Станіславович (1977—2024) — сержант Головного управління розвідки Міністерства оборони України, учасник російсько-української війни. Герой України (посмертно).

Проживали:
- Бугай Володимир Віталійович — український військовик, учасник російсько-української війни[9][10].